# Filialkirche St. Peter ob Gurk

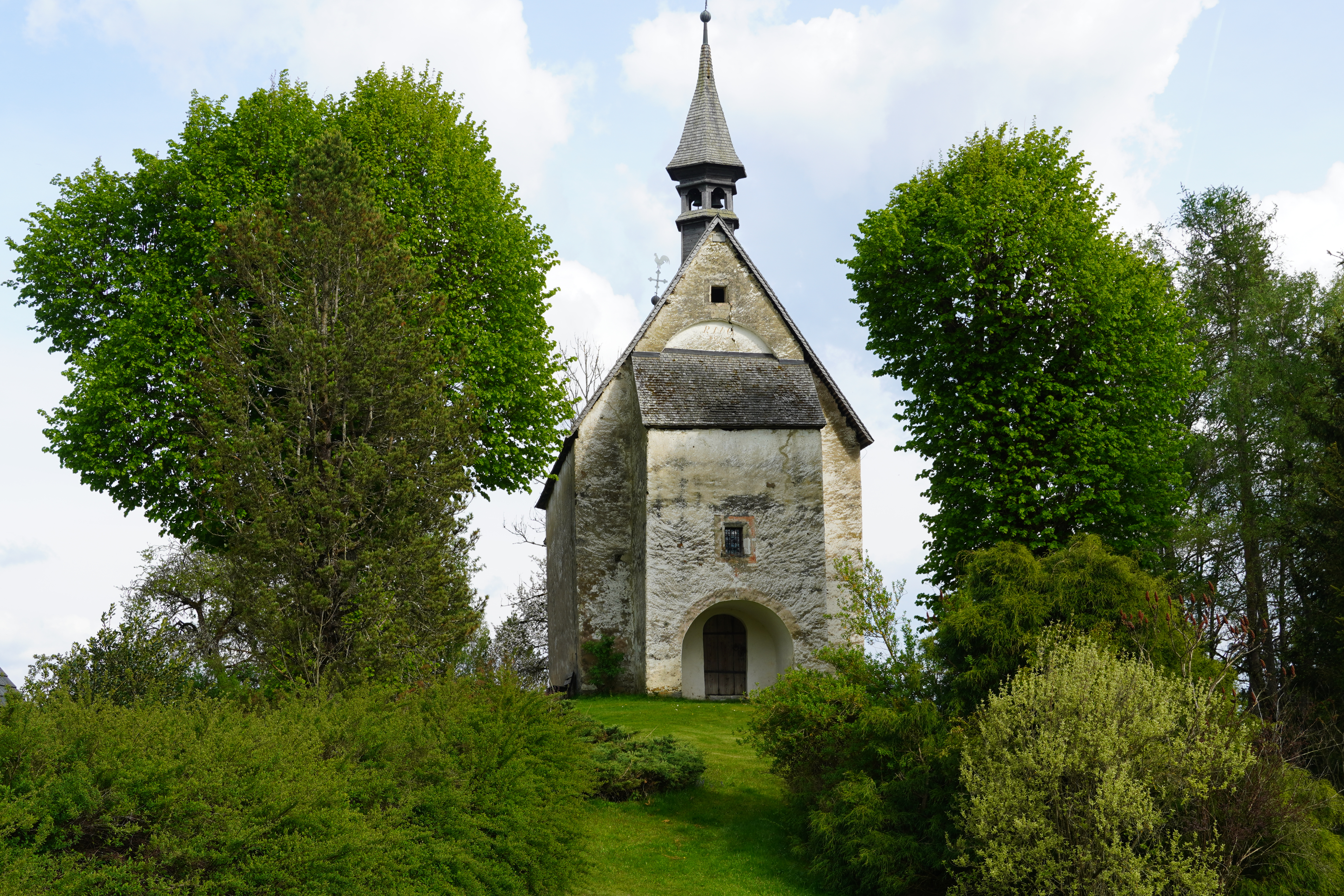
Filialkirche Sankt Peter ob Gurk

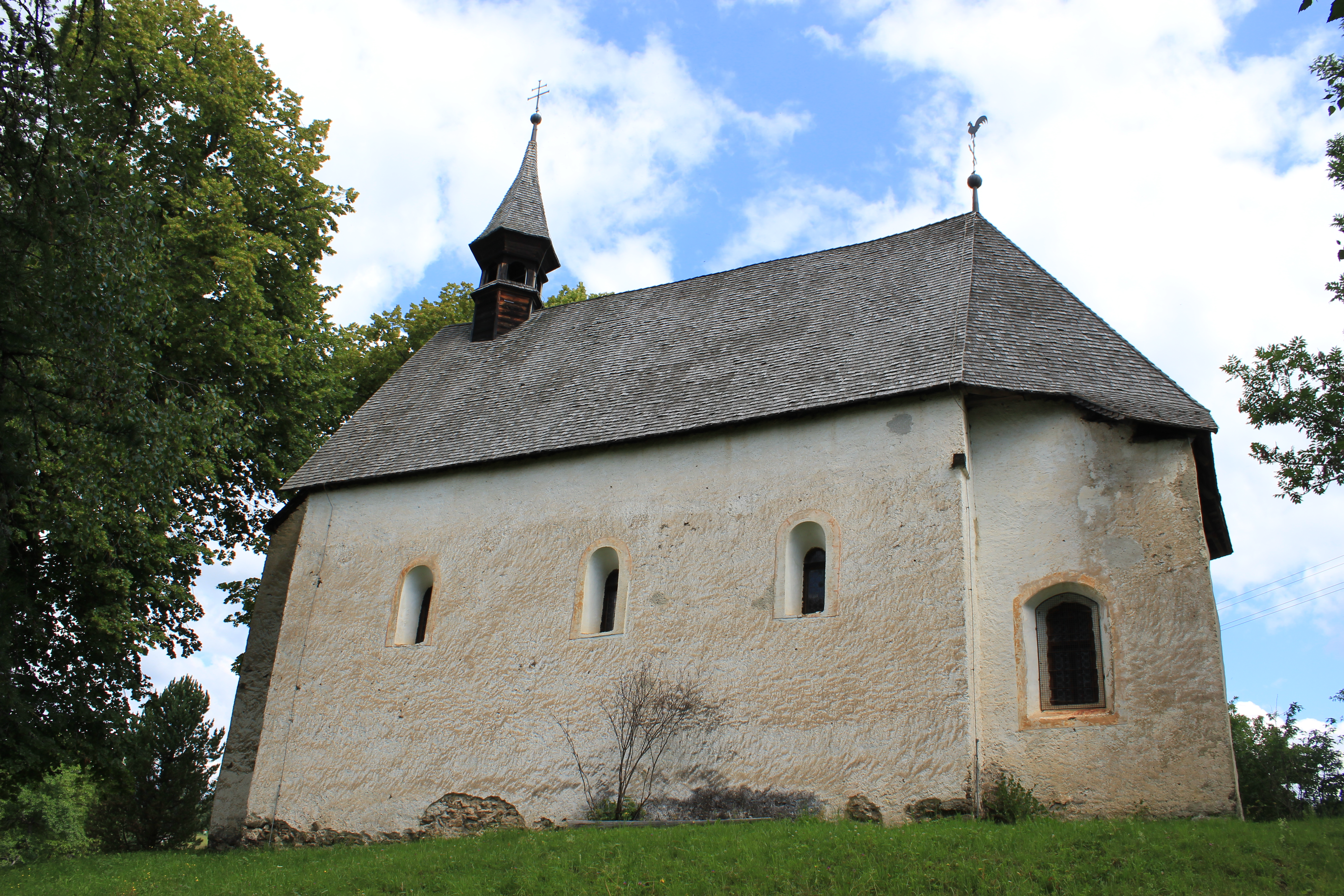
Filialkirche St. Peter ob Gurk

Die römisch-katholische Filialkirche St. Peter ob Gurk steht in 938 Meter Seehöhe in der Gemeinde Straßburg. Das 1179 erstmals genannte Gotteshaus ist die einzige Filialkirche von Gurk.

## Baubeschreibung
Die Kirche ist ein kleiner romanischer Bau mit einem eingezogenen, querrechteckigen Chor. An der Chorschlusswand sind die Reste der ehemaligen Apsis zu erkennen. Der hölzerne Dachreiter wird von einer Laterne bekrönt. Der spätgotische Vorbau im tonnengewölbten Erdgeschoß ist nach Westen offen und besitzt im Obergeschoß spätgotische Fenster.
Das flachgedeckte Langhaus wird an der Südseite von drei romanischen Fenstern belichtet. Am rundbogigen Triumphbogen ist das Wappenrelief des Propstes Wilhelm Welzer von Eberstein (1487 bis 1518) angebracht. Aus dieser Zeit stammt auch das spätgotische Kreuzrippengewölbe im Chorjoch.

## Einrichtung
Der barocke Altar aus dem ersten Viertel des 18. Jahrhunderts trägt spätgotische Schnitzfigur des heiligen Petrus von ca. 1510. Seitlich stehen auf Konsolen die barocken Statuen der Heiligen Rochus und Lucia. Den Aufsatz bildet ein Gemälde Gottvaters von 1911. Über dem Altar hängt ein spätgotisches Kruzifix vom Beginn des 16. Jahrhunderts.
Zur weiteren Ausstattung der Kirche zählen barocke Statuetten der Heiligen Veit und Oswald und ein Leinwandbild mit der Steinigung des heiligen Stephanus aus dem 18. Jahrhundert sowie ein Stifterbild von 1697.